# Voja Petrovic
Voja Petrovic est un tireur sportif néerlandais.

## Palmarès
Voja Petrovic a remporté l'épreuve Witworth original aux championnats du monde MLAIC 1998 à Warwick